# Marinella Bortoluzzi
Marinella Bortoluzzi (Roma, 16 febbraio 1939 – Cervignano del Friuli, 12 agosto 2024) è stata un'altista italiana.

## Biografia
Fu tre volte campionessa italiana del salto in alto tra il 1959 e il 1963. Nel 1960 prese parte ai Giochi olimpici di Roma, ma non riuscì a qualificarsi per la finale.

## Palmarès
| Anno | Manifestazione  | Sede | Evento        | Risultato     | Prestazione | Note |
| ---- | --------------- | ---- | ------------- | ------------- | ----------- | ---- |
| 1960 | Giochi olimpici | Roma | Salto in alto | elim. qualif. | 1,55 m      |      |

## Campionati nazionali
- 3 volte campionessa italiana assoluta del salto in alto (1959, 1961, 1963)

1959
- Oro ai campionati italiani assoluti di atletica leggera, salto in alto - 1,61 m

1961
- Oro ai campionati italiani assoluti di atletica leggera, salto in alto - 1,63 m

1963
- Oro ai campionati italiani assoluti di atletica leggera, salto in alto - 1,58 m